# Carmen Arroyo
Carmen Arroyo Pimienta (Manzanares, 3 de marzo de 2004) es una jugadora de balonmano que juega de lateral con la selección española y el Super Amara Bera Bera.

## Trayectoria

### Clubes
Compitió en División de Honor Oro con el Balonmano Bolaños, que anunció la salida de Carmen y Danae Miranda en junio del 2022 para recalar en la División de Honor española en la 2022/23 y jugar con el Balonmano La Calzada que dirigía Cristina Cabeza, en una temporada en la que coincidió con Joana Da Costa, Paula Valdivia y Mina Novovic y debutó en competición europea.Debutó el 3 de septiembre de 2022 en un partido ante el Balonmano Porriño.
La lateral, con 19 años a su llegada y tras su primera llamada a una concentración con la selección absoluta, dijo sí a su fichaje por el campeón español Balonmano Bera Berapor dos temporadas dónde coincidió con su amiga Lyndie Tchapchet. En su primera temporada con el conjunto donostiarra consiguió el triplete de Liga, Copa de la Reina y Supercopa y defiende la triple corona en la 2024/25.

### Selección
Fue una habitual de la selección juvenil y la júnior, con las que compitió en 53 ocasiones y anotó un total de 192 goles. Con la selección júnior que dirigía Joaquín Rocamora se coronó como campeona de Europa en la EHF Championship (segunda competición europea)y la President's Cup del Campeonato del Mundo júnior. Previamente había conseguido la President's Cup del Campeonato del Mundo juvenil. Ambros Martín contó con Carmen tras la finalización de los Juegos Olímpicos para las dos concentraciones preparatorias para el Campeonato de Europa de 2024, debutando en unos amistosos ante Suecia.

### Clubes
- 2021-22: Balonmano Bolaños
- 2022-23: Balonmano La Calzada
- 2023-Actualidad: Balonmano Bera Bera

#### Datos con clubes
Datos de partidos y goles hasta el 31 de mayo de 2024.
|          | Liga | Copa | EHF | Total |
| -------- | ---- | ---- | --- | ----- |
| Partidos | 48   | 8    | 10  | 66    |
| Goles    | 98   | 13   | 26  | 137   |

## Títulos y trofeos

### De clubes
- 2 x Liga Española (2023/24, 2024/25)[16]
- 2 x Copa de la Reina (2023/24, 2024/25)
- 2 x Supercopa Ibérica (2023/24, 2024/25)[17][18]

### Con la selección española
- 1 x  EHF Championship (Selección júnior, 2023)

### Galardones individuales
- Guerrera de la Jornada (Jornada 19 de la 2023/24)[19]